# TT11
Das Grab TT11 (engl. Theban Tomb 11 = Thebanisches Grab Nr. 11) befindet sich in der thebanischen Nekropole Dra Abu el-Naga auf dem Westufer des Nils gegenüber von Luxor. Es handelt sich um den Begräbnisplatz des hohen Beamten Djehuti, der zur Zeit von Königin Hatschepsut (18. Dynastie) das Amt des Schatzhausvorstehers und des Oberaufsehers aller Arbeiten ausübte.
Das Grab liegt unmittelbar neben TT12, beide sind durch ein drittes Grab (TT399) miteinander verbunden. Im Vorhof von TT11 stieß ein spanisches Ausgrabungsteam im Jahr 2008 auf den Sarkophag eines Mannes namens Iker aus der Zeit des Mittleren Reiches. Anfang 2009 wurde eine zweite bemalte Grabkammer entdeckt, die an den Wänden mit Sprüchen aus dem ägyptischen Totenbuch und an der Decke mit einer Abbildung der Göttin Nut dekoriert ist.